# Niklas Meinert
Niklas Meinert (Bad Kreuznach, 1 mei 1981) is een voormalig Duits hockeyer. 
Meinert speelde meer dan 100 wedstrijden voor de Duitse ploeg en werd in 2006 in eigen land wereldkampioen. Meinert behaalde zijn grootste succes met het winnen van olympisch goud in 2008.

## Erelijst
- 2003 – 6e Champions Trophy in Amstelveen
- 2004 – 4e Champions Trophy in Lahore
- 2005 –  Europees kampioenschap in Leipzig
- 2006 –  Champions Trophy in Barcelona
- 2006 –  Wereldkampioenschap in Mönchengladbach
- 2007 – 4e Europees kampioenschap in Manchester
- 2007 –  Champions Trophy in Kuala Lumpur
- 2008 – 5e Champions Trophy in Rotterdam
- 2008 –  Olympische Spelen in Peking

Sebastian Biederlack · 
Moritz Fürste · 
Tobias Hauke · 
Florian Keller · 
Oliver Korn · 
Niklas Meinert · 
Jan-Marco Montag · 
Maximilian Müller · 
Carlos Nevado · 
Max Weinhold · 
Tibor Weißenborn · 
Benjamin Weß · 
Timo Weß  · 
Philip Witte · 
Matthias Witthaus · 
Christopher Zeller · 
Philipp Zeller · 
Coach: Markus Weise